# OTS 44
OTS 44 ist ein Objekt planetarer Masse oder Brauner Zwerg im Sternbild Chamäleon in einer Entfernung von etwa 550 Lichtjahren (170 pc). Es hat eine Masse zwischen 5 und 17 Jupitermassen, mit dem wahrscheinlichsten Wert bei etwa 11,5 Jupitermassen oder 1,1 % der Sonnenmasse. Es ist damit einer der masseärmsten nicht gravitativ an einen größeren Körper gebundenen substellaren Objekte, die wir kennen (Stand November 2014), und höchstwahrscheinlich ein Objekt planetarer Masse; seine Masse liegt jedoch nicht sicher unter der unteren Grenzmasse für Braune Zwerge (13 Jupitermassen). 2004 wurde es mit einer Masse von 15 Jupitermassen als kleinster seinerzeit bekannter Brauner Zwerg beschrieben, der von einer protoplanetaren Scheibe umgeben ist.
Der Radius ist nicht genau bekannt, wird jedoch auf etwa 23–57 % des Sonnenradius geschätzt.
Entdeckt wurde es 1998/99 von Oasa, Tamura und Sugitani, deren Anfangsbuchstaben OTS Teil seines Namens wurden. Beobachtungen mit Hilfe des Spitzer-Weltraumteleskops im mittleren Infrarot deuten auf Staub in der Umgebung von OTS 44 hin. Die Entdeckung von OTS 44 mit dem Herschel-Weltraumteleskop im fernen Infrarot zeigen, dass OTS 44 von einer Scheibe mit mindestens 10 Erdmassen umgeben ist. Beobachtungen mit dem SINFONI-Spektrographen des Very Large Telescopes zeigen, dass OTS 44 Materie aus der Scheibe auf sich zieht, und zwar mit einer Rate von 10−11 Sonnenmassen pro Jahr. Sowohl die Bildung von Scheiben als auch aktive Massenakkretion sind Prozesse, die man bei jungen Sternen findet. Diese Entdeckungen deuten darauf hin, dass OTS 44 ähnlich entstanden ist wie ein Stern. Es ist denkbar, dass in der Scheibe um OTS 44 massearme Planeten entstehen könnten und OTS 44 ein Mini-Planetensystem darstellt.